# 凤凰岭
40°06′15″N 116°04′34″E / 40.104047°N 116.075973°E

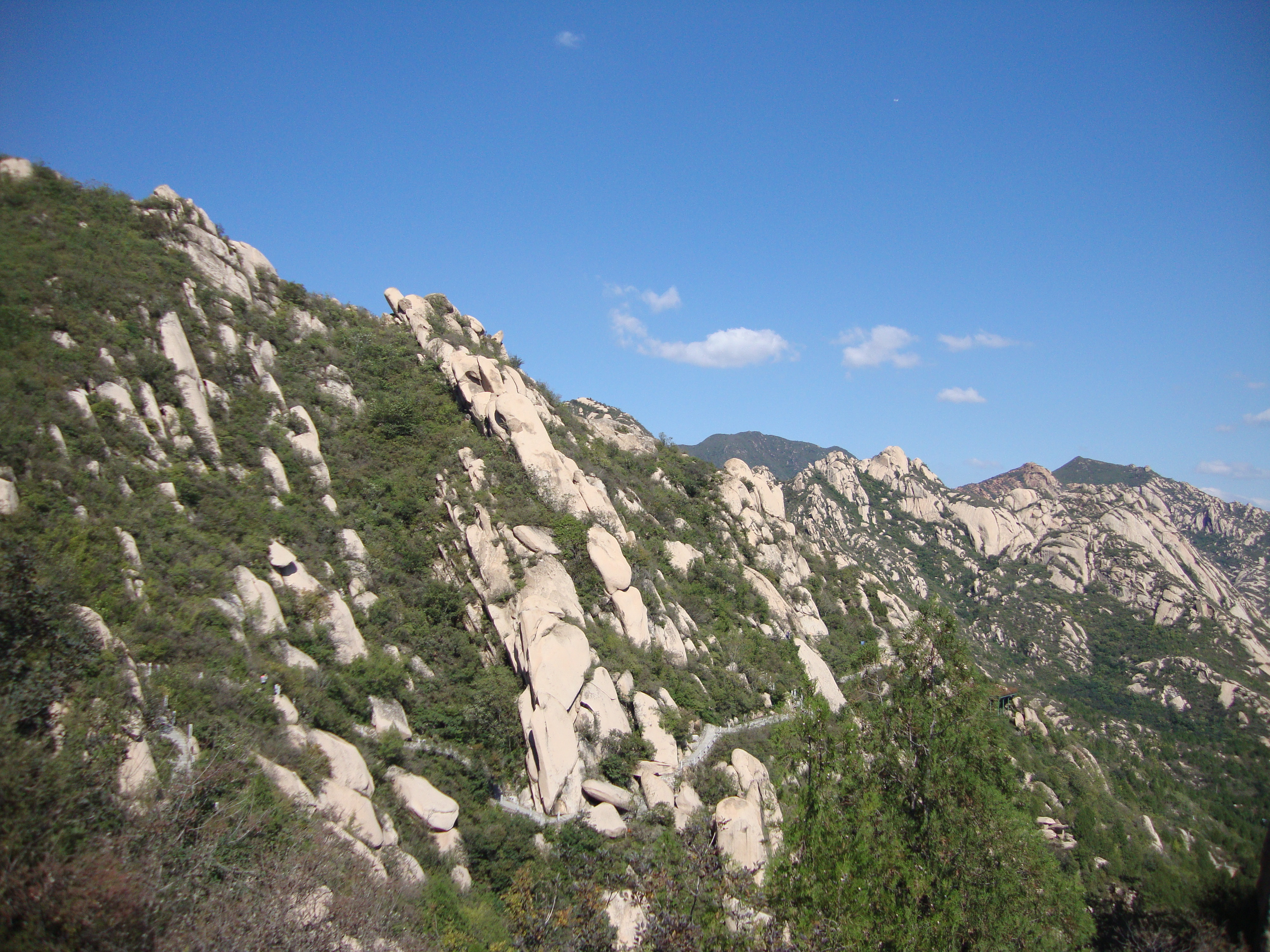
凤凰岭

凤凰岭是位于北京市西郊，海淀区西北部的风景名胜区。凤凰岭古称千峰山，得名于摩崖刻字“凤凰岭”，有“京西小黄山”之称，传说八仙中的铁拐李曾在此修仙。景区内自然和人文景观众多，主要景点有龙泉寺、桃源观、飞来石和天梯等。

## 位置境域
凤凰岭风景区位于北京市海淀区苏家坨地区聂各庄乡，占地面积为9.73平方千米。凤凰岭位于妙高峰东北部，海淀区各乡镇为发展旅游，把整个妙高峰东麓划分为鹫峰、阳台山、金山和凤凰岭等多个风景区。

## 景区介绍
凤凰岭风景区内共有四十余处可观景点，人文景观沿四条河谷形成北、中、南三条旅游线路。南线景区由磨链石河、大井河向两侧辐射，以黄普院为中心，有悬空寺、吕祖洞、妙峰山进香老北道、石佛殿和关帝庙等，儒释道三教文化荟萃。中线景区沿熬狱河谷，以龙泉寺为中心，依次经过凿刻于辽金时期，代表古代练功者养生修炼四种不同境界的仙人洞、三佛洞、玄元洞和修仙椅，还有仙峰陀和摩崖刻字等景观。北线沿妙峰沟河谷曲折向东，景点密集，以妙峰庵（即今桃源观）为中心，主要有搁衣庵、上方寺、玲珑塔、飞来石塔等古寺名塔；观音洞、修仙洞、藏珍洞、古猿洞等洞穴；神泉、怡景潭、滴水岩、鲸鱼背、金龙潭等流泉飞瀑，还有“天梯”等。

### 摩崖刻石
凤凰岭风景区内拥有北京最大的摩崖刻字“凤凰岭”。摩崖刻字位于风景区内北线的山腰岩壁上，相传为中华民国大陆时期某官僚为求山下坟茔风水，出资请山下沙涧村石匠所刻，字高4米，宽3米，字间距4.5米，笔道宽20厘米，深10厘米，字体苍劲有力，天气晴朗时在数里外即可看到。

### 飞来石
飞来石为民间俗称，位于妙峰庵（桃源观）山脊尽头，呈不规则长方形，高约16米，东北向较矮，为12米。清光绪二年（1876年）春，上方寺方丈在石上建青石塔，后毁。1998年，海淀区政府出资重建飞来石塔，塔高2.75米，由七层六角塔檐构成，每层各有雕像6个，除浮雕碑铭外共雕佛像40尊。

### 桃源观
桃源观原为妙峰庵，始建于明朝，现为道教全真派的道观。桃源观位于凤凰岭东北部，“天梯”附近。

### 天梯
在桃源观上院附近有一个在山体上开凿的几乎90度的“天梯”，又称五十三蹬。共有五十三级台阶，暗喻“遍参五十三知识，始得善果”之意。天梯顶端有一石室，开凿年代已不可考。

### 龙泉寺
龙泉寺位于凤凰岭东麓山脚之下，是海淀区第一座对外开放的汉传佛教寺院。